# The Maine

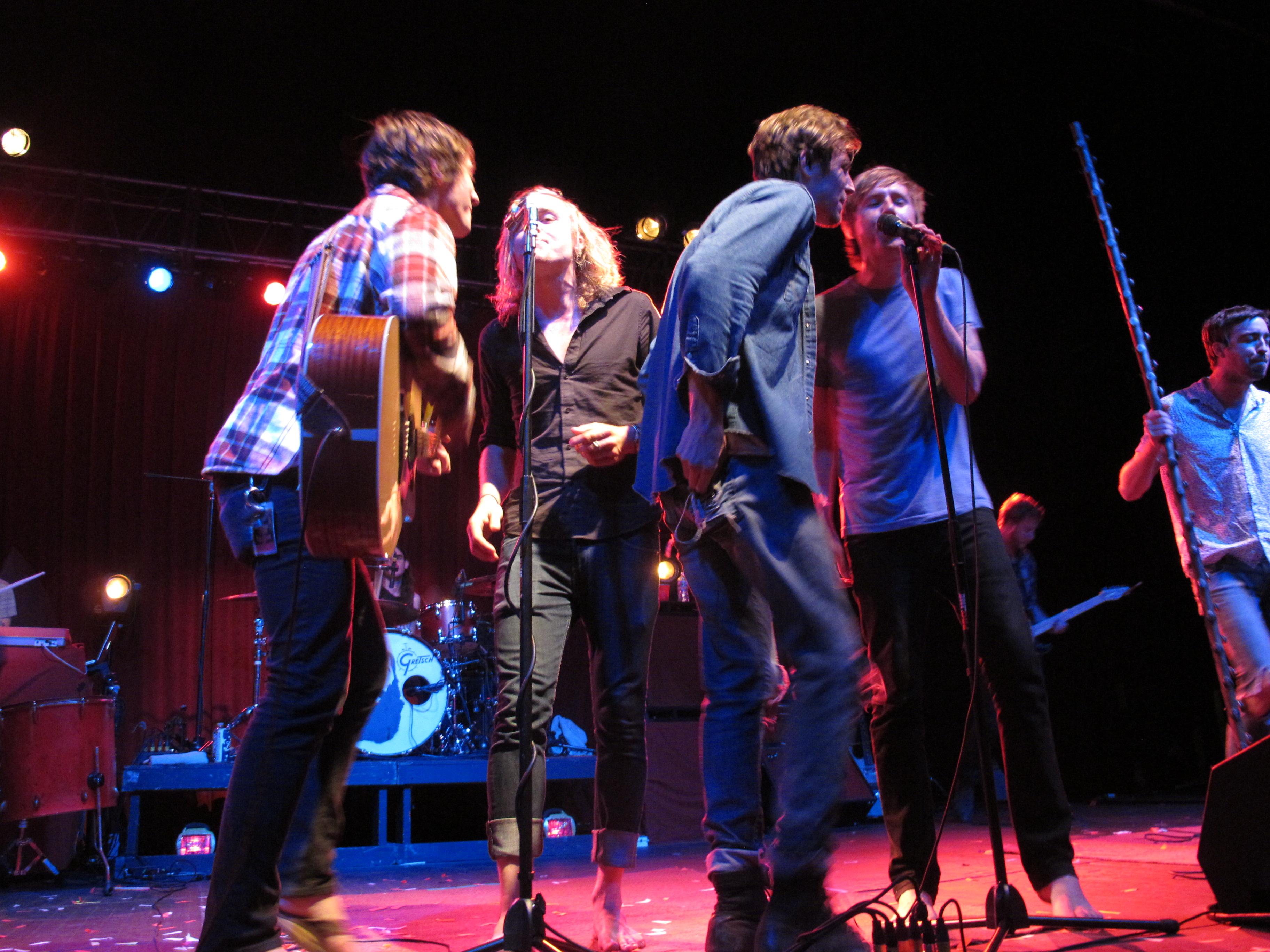
The Maine

The Maine is een Amerikaanse rockband uit Tempe, Arizona en zijn ontstaan in 2007.

## Geschiedenis
Het verhaal van The Maine begon in november 2006, toen drummer Pat(rick) Kirch en bassist Garrett Nickelsen graag een band wilden beginnen, zij zaten toen beiden nog op de middelbare school. Zij besloten om audities te houden en zo ontstond er een band in januari 2007, bestaande uit drummer Pat Kirch, gitaristen Ryan Osterman en Alex Ross, bassist Garrett Nickelsen, en zanger John O'Callaghan. O'Callaghan werd, tijdens een feestje door de broer van Pat (Tim Kirch) gevraagd om bij de band te komen, hij stemde hier mee in terwijl hij behoorlijk wat gedronken had. Hij had toen nog geen enkele vocale ervaring. In de lente van 2007, heeft de band Kennedy Brock erbij gevraagd, op dat moment zong hij voor Last Call For Camden (nu The Summer Set). Datzelfde jaar verliet Ryan Osterman de band. Waardoor Jared Monaco bij de band kwam. The Maine hebben hun naam uit een liedje genaamd "Coast of Maine" van de band Ivory, een grote invloed van de band.
Een paar van de bands grootste invloeden zijn Third Eye Blind, Ivory, Death Cab For Cutie, en The Starting Line.

## Bandleden
- John O'Callaghan - zanger (2007-heden)
- Kennedy Brock – ritmegitaar, achtergrondzang (2007-heden)
- Jared Monaco – leadgitaar (2007-heden)
- Garrett Nickelsen - basgitaar (2007-heden)
- Pat Kirch – drummer (2007-heden)

#### Ex-bandleden
- Ryan Osterman – gitaar (2007)
- Alex Ross – gitaar (2007)

## Discografie
- Stay Up, Get Down (ep) (Self released, 8 mei 2007)
- The Way We Talk (ep) (Fearless Records, december 2007)
- Can't Stop, Won't Stop (Fearless Records, 8 juli 2008)
- ...And a Happy New Year (ep) (Fearless Records, december 2008)
- This Is Real Life (ep) (Fearless Records, 7 december 2009)
- Black & White (Warner Bros. Records, juli 2010)
- In Darkness and in Light (ep) (Fearless Records, 27 december 2010)
- Pioneer, (2011)
- Forever Halloween (8123, juni 2013)
- Imaginary Numbers (ep) (8123, 23 december 2013)
- American Candy (8123, 31 maart 2015)
- Lovely Little Lonely (8123, 7 april 2017)
- You Are OK

(8123, 29 maart 2019)